# Paralastor mesochlorus
Paralastor mesochlorus är en stekelart som beskrevs av Perkins 1914. Paralastor mesochlorus ingår i släktet Paralastor och familjen Eumenidae. Utöver nominatformen finns också underarten P. m. mesochloroides.